# 희망대공원
희망대공원(希望臺公園)은 경기도 성남시 수정구 공원로370번길 26에 있는 공원이다.
면적은 12만 3194m2으로, 본래 놀이동산이던 곳을 1997년 공원시설로 바꿔 조성하였다. 공원 내에는 성남수정청소년수련관과 성남도립도서관이 위치해있다.

## 갤러리

공원 입구
공원 내의 성남수정청소년수련관

## 교통
- ● 수도권 전철 8호선 단대오거리역 4·5번 출구